# Ivan Ropet
Ivan  Ropet (en ruso: Иван Павлович Ропет), seudónimo de su verdadero nombre Petrov Ivan Nikolaevich (Peterhof, 1845  - San Petersburgo, 2 de diciembre de 1908), fue un arquitecto ruso que jugó un papel importante en la formación del estilo neorruso, por sus construcciones, sus bocetos de interiores y objetos decorativos. Fue un representante del eclecticismo, fundador de la tendencia que lleva su nombre, «ropetovski»  también llamado estilo Ropet.

## Biografía

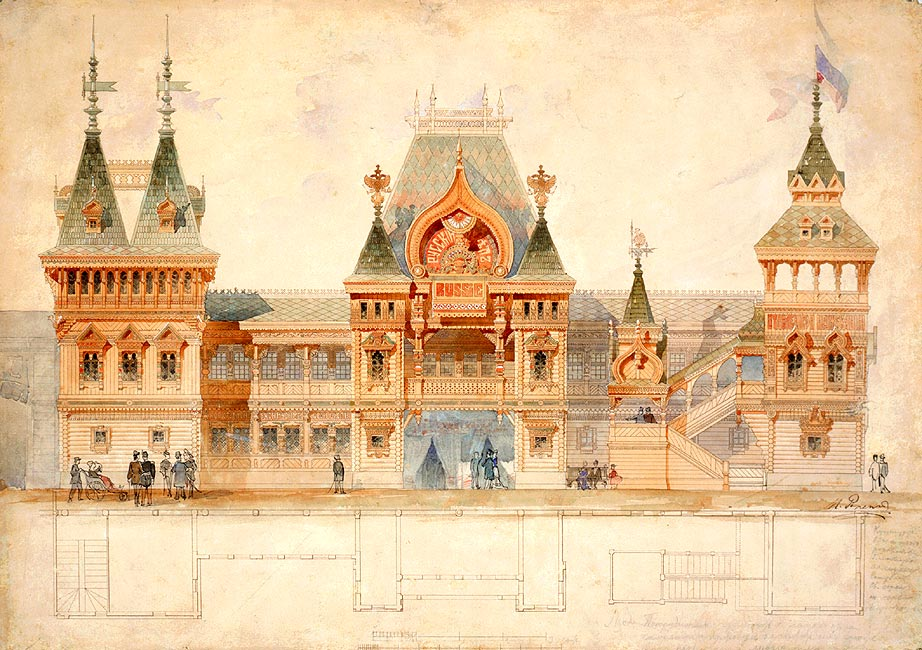
Croquis del pabellón ruso de la Exposición Universal de París (1878)

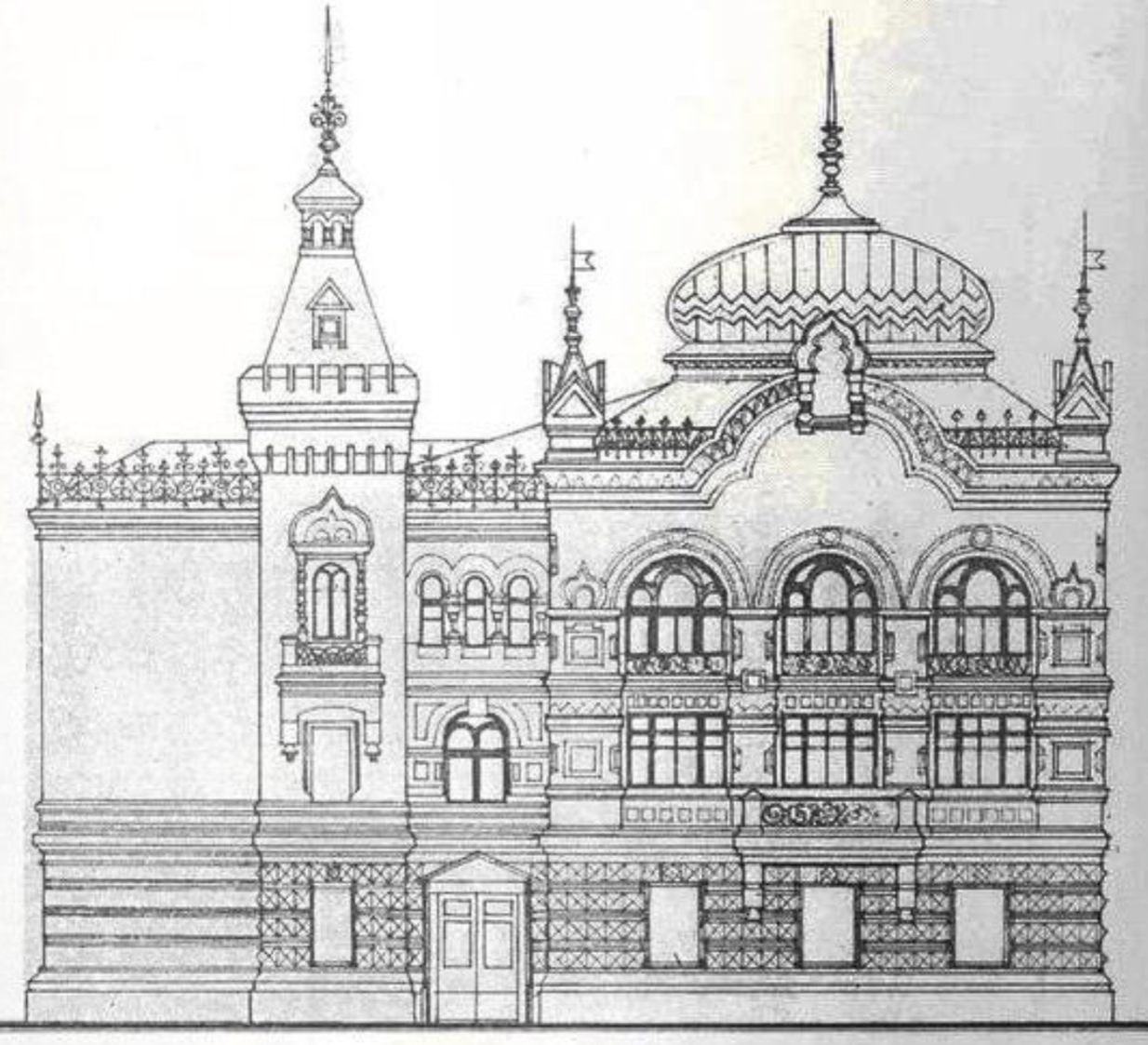
Proyecto de casa del Pueblo en Barnaoul (1898)

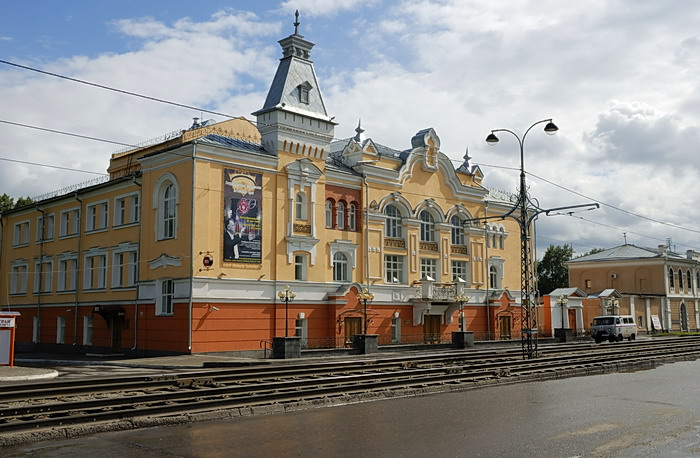
Casa del Pueblo en Barnaoul, hoy sede de la Filarmónica

Ivan Ropet nació en 1845 en una familia de Peterhof. Pronto huérfano, fue criado con su tío Pavlovitch. Su seudónimo «Ropeт» proviene de un anagrama de «Petrov», su nombre en el registro civil. Entre 1861 y 1871 estudió en la Academia Imperial de las Artes en San Petersburgo. Ropet estuvo influenciado por Alekseï Gornostaiev, uno de los fundadores del estilo neorruso. Ropet recibió la medalla de plata el 10 de octubre de 1864.
Contribuyó a la revista «Motivos en la arquitectura rusa», que apareció entre 1874 y 1880 y promovió el desarrollo del estilo «Gornostaev» y las formas decorativas de origen popular y folclórico.
También viajó a Europa occidental para estudiar arquitectura clásica y contemporánea.
Antes de esta partida, fue  parte del círculo de Abramtsevo en la propiedad de Savva Mamontov. Dos pequeños edificios de Abramtsevo tuvieron considerable importancia para la evolución del estilo ruso. Uno de ellos fue construido por Viktor Hartmann  (el Teremok atelier), el otro es el «Pequeño Terem de los baños» construido por Ropet. Este pequeño Terem se presenta como un hogar de un cuento de hadas. Su techo inclinado se asemeja a una tienda de campaña que enmarca la estructura de troncos. La impresión general de  miniatura se ve acentuada por los accesorios que son desproporcionadamente grandes en comparación con el conjunto. fue una época en que las mansiones particulares eran concebidas para parecerse a las casas campesinas rusas.
Según las memorias de Ilia Repin, registradas por Kornei Chukovsky, Ropet sufrió una enfermedad durante un viaje a Italia, por lo que durante los siguientes seis años prácticamente no trabajó. Con el tiempo, Ropet cesó finalmente toda actividad a pesar de las propuestas que todavía recibió para hacer obras eclécticas o de arte modernista.
Ropet murió en San Petersburgo el 12 (25) de diciembre de 1908. Fue enterrado en el cementerio ortodoxo de Malookhtinski.

## Obras

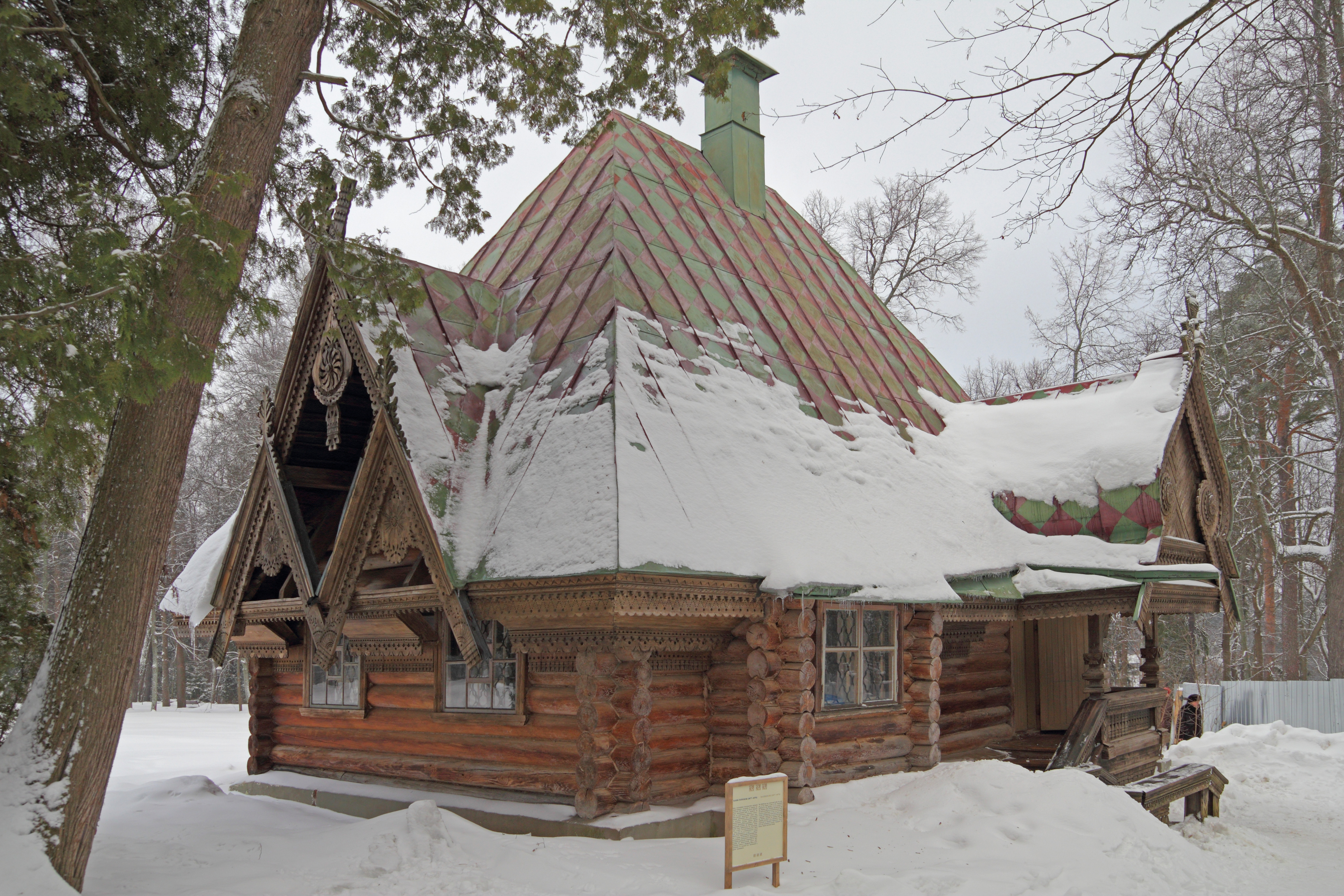
Teremok de los baños en Abramtsevo

Muchos edificios hechos por Ropet estaban hechos de madera, lo que explica por qué un cierto número de ellos no se han conservado:
- 1869: decoración de la sala de teatro Krasnoselski en San Petersburgo  (creador del proyecto con Fédor Kharmalov) decorado abundantemente con esculturas de madera de género folclórica;
- 1872: pabellón de horticultura en la Exposición Politécnica de 1872 en Moscú (junto con F Kharmalov);
- 1877—1878: el Teremok de los baños en Abramtsevo;
- 1878: pabellón de la sección rusa de la Exposición Universal de París; cartel para el pabellón ruso con la inscripción «Aquí se habla ruso»;
- 1879: álbum sobre el «Esmalte bizantino. Edición Zvenigorod». Diseño gráfico;
- 1888: pabellón de la Exposición escandinava en Copenhague;[6]
- 1893: pabellón de Rusia en la Exposición Mundial Colombina de Chicago;
- 1896: pabellón de horticultura en la Exposición de Toda la Rusia en Nijni Novgorod en 1896;
- 1890: edificio de piedra de la Embajada de Rusia en Tokio;
- 1898: Casa del Pueblo en Barnaoul.